# How I Met Your Mother/Episodenliste

Logo zur Serie

Diese Episodenliste enthält alle Episoden der US-amerikanischen Sitcom How I Met Your Mother, sortiert nach der US-amerikanischen Erstausstrahlung. Zwischen 2005 und 2014 entstanden in neun Staffeln insgesamt 208 Episoden mit einer Länge von jeweils etwa 22 Minuten.

## Übersicht
| Staffel | Episodenanzahl | Erstausstrahlung USA | Erstausstrahlung USA | Deutschsprachige Erstausstrahlung | Deutschsprachige Erstausstrahlung |
| Staffel | Episodenanzahl | Staffelpremiere      | Staffelfinale        | Staffelpremiere                   | Staffelfinale                     |
| ------- | -------------- | -------------------- | -------------------- | --------------------------------- | --------------------------------- |
| 1       | 22             | 19. September 2005   | 15. Mai 2006         | 13. September 2008                | 29. November 2008                 |
| 2       | 22             | 18. September 2006   | 14. Mai 2007         | 6. Dezember 2008                  | 14. Februar 2009                  |
| 3       | 20             | 24. September 2007   | 19. Mai 2008         | 21. Februar 2009                  | 4. Juli 2009                      |
| 4       | 24             | 22. September 2008   | 18. Mai 2009         | 28. November 2009                 | 20. Februar 2010                  |
| 5       | 24             | 21. September 2009   | 24. Mai 2010         | 12. Januar 2011                   | 23. Februar 2011                  |
| 6       | 24             | 19. September 2010   | 16. Mai 2011         | 7. September 2011                 | 30. November 2011                 |
| 7       | 24             | 19. September 2011   | 14. Mai 2012         | 11. Januar 2012                   | 9. Januar 2013                    |
| 8       | 24             | 24. September 2012   | 13. Mai 2013         | 17. April 2013                    | 28. August 2013                   |
| 9       | 24             | 23. September 2013   | 31. März 2014        | 26. März 2014                     | 27. August 2014                   |

## Staffel 1
Die Erstausstrahlung der ersten Staffel war vom 19. September 2005 bis zum 15. Mai 2006 auf dem US-amerikanischen Sender CBS zu sehen. Die deutschsprachige Erstausstrahlung sendete der deutsche Free-TV-Sender ProSieben vom 13. September bis zum 29. November 2008.
| Nr. (ges.) | Nr. (St.) | Deutscher Titel            | Originaltitel                     | Erstausstrahlung USA | Deutschsprachige Erstausstrahlung (D) | Regie         | Drehbuch                   |
| ---------- | --------- | -------------------------- | --------------------------------- | -------------------- | ------------------------------------- | ------------- | -------------------------- |
| 1          | 1         | Verliebt, verlobt, versagt | Pilot                             | 19. Sep. 2005        | 13. Sep. 2008                         | Pamela Fryman | Carter Bays & Craig Thomas |
| 2          | 2         | Die lila Giraffe           | Purple Giraffe                    | 26. Sep. 2005        | 13. Sep. 2008                         | Pamela Fryman | Carter Bays & Craig Thomas |
| 3          | 3         | Frauen, Flieger, Freiheit  | Sweet Taste of Liberty            | 3. Okt. 2005         | 20. Sep. 2008                         | Pamela Fryman | Phil Lord & Chris Miller   |
| 4          | 4         | Gutes altes Hemd           | Return of the Shirt               | 10. Okt. 2005        | 20. Sep. 2008                         | Pamela Fryman | Kourtney Kang              |
| 5          | 5         | Von Tänzern und Tauben     | Okay Awesome                      | 17. Okt. 2005        | 27. Sep. 2008                         | Pamela Fryman | Chris Harris               |
| 6          | 6         | Die Kürbis-Schlampe        | Slutty Pumpkin                    | 24. Okt. 2005        | 27. Sep. 2008                         | Pamela Fryman | Brenda Hsueh               |
| 7          | 7         | Kakerlake liebt Maus       | Matchmaker                        | 7. Nov. 2005         | 4. Okt. 2008                          | Pamela Fryman | Sam Johnson & Chris Marcil |
| 8          | 8         | Das Duell                  | The Duel                          | 14. Nov. 2005        | 4. Okt. 2008                          | Pamela Fryman | Gloria Calderon Kellett    |
| 9          | 9         | Wohltaten und Untaten      | Belly Full of Turkey              | 21. Nov. 2005        | 11. Okt. 2008                         | Pamela Fryman | Phil Lord & Chris Miller   |
| 10         | 10        | Der Ananas-Vorfall         | The Pineapple Incident            | 28. Nov. 2005        | 11. Okt. 2008                         | Pamela Fryman | Carter Bays & Craig Thomas |
| 11         | 11        | Silvesterlaune             | The Limo                          | 19. Dez. 2005        | 18. Okt. 2008                         | Pamela Fryman | Sam Johnson & Chris Marcil |
| 12         | 12        | Hochzeitsgast plus eins    | The Wedding                       | 9. Jan. 2006         | 18. Okt. 2008                         | Pamela Fryman | Kourtney Kang              |
| 13         | 13        | Traum und Wirklichkeit     | Drumroll, Please                  | 23. Jan. 2006        | 25. Okt. 2008                         | Pamela Fryman | Gloria Calderon Kellett    |
| 14         | 14        | Nur nichts überstürzen     | Zip, Zip, Zip                     | 6. Feb. 2006         | 25. Okt. 2008                         | Pamela Fryman | Brenda Hsueh               |
| 15         | 15        | Spieleabend                | Game Night                        | 27. Feb. 2006        | 8. Nov. 2008                          | Pamela Fryman | Chris Harris               |
| 16         | 16        | Maßgeschneidert            | Cupcake                           | 6. März 2006         | 8. Nov. 2008                          | Pamela Fryman | Maria Ferrari              |
| 17         | 17        | Leben unter Gorillas       | Life Among the Gorillas           | 20. März 2006        | 15. Nov. 2008                         | Pamela Fryman | Carter Bays & Craig Thomas |
| 18         | 18        | Der Anständige             | Nothing Good Happens After 2 A.M. | 10. Apr. 2006        | 15. Nov. 2008                         | Pamela Fryman | Carter Bays & Craig Thomas |
| 19         | 19        | Eine nette Nutte           | Mary the Paralegal                | 24. Apr. 2006        | 22. Nov. 2008                         | Pamela Fryman | Chris Harris               |
| 20         | 20        | Nur zwei Monate            | Best Prom Ever                    | 1. Mai 2006          | 22. Nov. 2008                         | Pamela Fryman | Ira Ungerleider            |
| 21         | 21        | Das Super-Date             | Milk                              | 8. Mai 2006          | 29. Nov. 2008                         | Pamela Fryman | Carter Bays & Craig Thomas |
| 22         | 22        | Letzter Versuch            | Come On                           | 15. Mai 2006         | 29. Nov. 2008                         | Pamela Fryman | Carter Bays & Craig Thomas |

## Staffel 2
Die Erstausstrahlung der zweiten Staffel war vom 18. September 2006 bis zum 14. Mai 2007 auf dem US-amerikanischen Sender CBS zu sehen. Die deutschsprachige Erstausstrahlung sendete der deutsche Free-TV-Sender ProSieben vom 6. Dezember 2008 bis zum 14. Februar 2009.
| Nr. (ges.) | Nr. (St.) | Deutscher Titel                    | Originaltitel             | Erstausstrahlung USA | Deutschsprachige Erstausstrahlung (D) | Regie         | Drehbuch                   |
| ---------- | --------- | ---------------------------------- | ------------------------- | -------------------- | ------------------------------------- | ------------- | -------------------------- |
| 23         | 1         | Das große Baby                     | Where Were We?            | 18. Sep. 2006        | 6. Dez. 2008                          | Pamela Fryman | Carter Bays & Craig Thomas |
| 24         | 2         | Neues Leben, alte Fehler           | The Scorpion and the Toad | 25. Sep. 2006        | 6. Dez. 2008                          | Rob Greenberg | Chris Harris               |
| 25         | 3         | Brunch                             | Brunch                    | 2. Okt. 2006         | 13. Dez. 2008                         | Pamela Fryman | Stephen Lloyd              |
| 26         | 4         | Ted Mosby, Architekt               | Ted Mosby: Architect      | 9. Okt. 2006         | 13. Dez. 2008                         | Pamela Fryman | Kristen Newman             |
| 27         | 5         | Das ideale Paar                    | World’s Greatest Couple   | 16. Okt. 2006        | 20. Dez. 2008                         | Pamela Fryman | Brenda Hsueh               |
| 28         | 6         | Auf Safari                         | Aldrin Justice            | 23. Okt. 2006        | 20. Dez. 2008                         | Pamela Fryman | Jamie Rhonheimer           |
| 29         | 7         | Swarley                            | Swarley                   | 6. Nov. 2006         | 27. Dez. 2008                         | Pamela Fryman | Greg Malins                |
| 30         | 8         | Atlantic City                      | Atlantic City             | 13. Nov. 2006        | 27. Dez. 2008                         | Pamela Fryman | Maria Ferrari              |
| 31         | 9         | Schlag auf Schlag                  | Slap Bet                  | 20. Nov. 2006        | 3. Jan. 2009                          | Pamela Fryman | Kourtney Kang              |
| 32         | 10        | Im Pärchen-Koma                    | Single Stamina            | 27. Nov. 2006        | 3. Jan. 2009                          | Pamela Fryman | Kristen Newman             |
| 33         | 11        | Wie Lily Weihnachten gestohlen hat | How Lily Stole Christmas  | 11. Dez. 2006        | 10. Jan. 2009                         | Pamela Fryman | Brenda Hsueh               |
| 34         | 12        | Erste Male                         | First Time in New York    | 8. Jan. 2007         | 10. Jan. 2009                         | Pamela Fryman | Gloria Calderon Kellett    |
| 35         | 13        | Säulen der Menschheit              | Columns                   | 22. Jan. 2007        | 17. Jan. 2009                         | Rob Greenberg | Matt Kuhn                  |
| 36         | 14        | Das Montagsspiel                   | Monday Night Football     | 5. Feb. 2007         | 17. Jan. 2009                         | Rob Greenberg | Carter Bays & Craig Thomas |
| 37         | 15        | Wer den Penny ehrt                 | Lucky Penny               | 12. Feb. 2007        | 24. Jan. 2009                         | Pamela Fryman | Jamie Rhonheimer           |
| 38         | 16        | Nur Theater                        | Stuff                     | 19. Feb. 2007        | 24. Jan. 2009                         | Pamela Fryman | Kourtney Kang              |
| 39         | 17        | Arrivederci, Fiero                 | Arrivederci, Fiero        | 26. Feb. 2007        | 31. Jan. 2009                         | Pamela Fryman | Chris Harris               |
| 40         | 18        | Der Abschlepp-Wagen                | Moving Day                | 19. März 2007        | 31. Jan. 2009                         | Pamela Fryman | Maria Ferrari              |
| 41         | 19        | Pikante Partys                     | Bachelor Party            | 9. Apr. 2007         | 7. Feb. 2009                          | Pamela Fryman | Carter Bays & Craig Thomas |
| 42         | 20        | Showdown                           | Showdown                  | 30. Apr. 2007        | 7. Feb. 2009                          | Pamela Fryman | Gloria Calderon Kellett    |
| 43         | 21        | Hochzeit mit Harfe                 | Something Borrowed        | 7. Mai 2007          | 14. Feb. 2009                         | Pamela Fryman | Greg Malins                |
| 44         | 22        | Kinder oder Argentinien            | Something Blue            | 14. Mai 2007         | 14. Feb. 2009                         | Pamela Fryman | Carter Bays & Craig Thomas |

## Staffel 3
Die Erstausstrahlung der dritten Staffel war vom 24. September 2007 bis zum 19. Mai 2008 auf dem US-amerikanischen Sender CBS zu sehen. Die deutschsprachige Erstausstrahlung sendete der deutsche Free-TV-Sender ProSieben vom 21. Februar bis zum 4. Juli 2009.
| Nr. (ges.) | Nr. (St.) | Deutscher Titel           | Originaltitel           | Erstausstrahlung USA | Deutschsprachige Erstausstrahlung (D) | Regie         | Drehbuch                                 |
| ---------- | --------- | ------------------------- | ----------------------- | -------------------- | ------------------------------------- | ------------- | ---------------------------------------- |
| 45         | 1         | Der Adonis                | Wait for It             | 24. Sep. 2007        | 21. Feb. 2009                         | Pamela Fryman | Carter Bays & Craig Thomas               |
| 46         | 2         | Wir sind nicht von hier   | We’re Not from Here     | 1. Okt. 2007         | 28. Feb. 2009                         | Pamela Fryman | Chris Harris                             |
| 47         | 3         | Angst vorm Dreirad        | Third Wheel             | 8. Okt. 2007         | 7. März 2009                          | Pamela Fryman | David Hemingson                          |
| 48         | 4         | Kleine Jungs              | Little Boys             | 15. Okt. 2007        | 14. März 2009                         | Rob Greenberg | Kourtney Kang                            |
| 49         | 5         | Irre heiß                 | How I Met Everyone Else | 22. Okt. 2007        | 21. März 2009                         | Pamela Fryman | Gloria Calderon Kellett                  |
| 50         | 6         | Das bin nicht ich         | I’m Not That Guy        | 29. Okt. 2007        | 28. März 2009                         | Pamela Fryman | Jonathan Groff                           |
| 51         | 7         | Spurensicherung           | Dowisetrepla            | 5. Nov. 2007         | 4. Apr. 2009                          | Pamela Fryman | Brenda Hsueh                             |
| 52         | 8         | Glück und Glas            | Spoiler Alert           | 12. Nov. 2007        | 11. Apr. 2009                         | Pamela Fryman | Stephen Lloyd                            |
| 53         | 9         | Klapsgiving               | Slapsgiving             | 19. Nov. 2007        | 18. Apr. 2009                         | Pamela Fryman | Matt Kuhn                                |
| 54         | 10        | Schweiß, Tränen und Heidi | The Yips                | 26. Nov. 2007        | 25. Apr. 2009                         | Pamela Fryman | Jamie Rhonheimer                         |
| 55         | 11        | Die Platin-Regel          | The Platinum Rule       | 10. Dez. 2007        | 2. Mai 2009                           | Pamela Fryman | Carter Bays & Craig Thomas               |
| 56         | 12        | Tue Böses, ernte Gutes    | No Tomorrow             | 17. März 2008        | 9. Mai 2009                           | Pamela Fryman | Carter Bays & Craig Thomas               |
| 57         | 13        | Zehn Sitzungen            | Ten Sessions            | 24. März 2008        | 16. Mai 2009                          | Pamela Fryman | Chris Harris, Carter Bays & Craig Thomas |
| 58         | 14        | Die Rächerin              | The Bracket             | 31. März 2008        | 23. Mai 2009                          | Pamela Fryman | Joe Kelly                                |
| 59         | 15        | Die Kette des Anbrüllens  | The Chain of Screaming  | 14. Apr. 2008        | 30. Mai 2009                          | Pamela Fryman | Carter Bays & Craig Thomas               |
| 60         | 16        | Jugendliebe               | Sandcastles in the Sand | 21. Apr. 2008        | 6. Juni 2009                          | Pamela Fryman | Kourtney Kang                            |
| 61         | 17        | Die Ziege                 | The Goat                | 28. Apr. 2008        | 13. Juni 2009                         | Pamela Fryman | Stephen Lloyd                            |
| 62         | 18        | Der Lückenfüller          | Rebound Bro             | 5. Mai 2008          | 20. Juni 2009                         | Pamela Fryman | Jamie Rhonheimer                         |
| 63         | 19        | Alles muss raus           | Everything Must Go      | 12. Mai 2008         | 27. Juni 2009                         | Pamela Fryman | Jonathan Groff & Chris Harris            |
| 64         | 20        | Wunder über Wunder        | Miracles                | 19. Mai 2008         | 4. Juli 2009                          | Pamela Fryman | Carter Bays & Craig Thomas               |

## Staffel 4
Die Erstausstrahlung der vierten Staffel war vom 22. September 2008 bis zum 18. Mai 2009 auf dem US-amerikanischen Sender CBS zu sehen. Die deutschsprachige Erstausstrahlung sendete der deutsche Free-TV-Sender ProSieben vom 28. November 2009 bis zum 20. Februar 2010.
| Nr. (ges.) | Nr. (St.) | Deutscher Titel                     | Originaltitel               | Erstausstrahlung USA | Deutschsprachige Erstausstrahlung (D) | Regie         | Drehbuch                      |
| ---------- | --------- | ----------------------------------- | --------------------------- | -------------------- | ------------------------------------- | ------------- | ----------------------------- |
| 65         | 1         | Kennen wir uns?                     | Do I Know You?              | 22. Sep. 2008        | 28. Nov. 2009                         | Pamela Fryman | Carter Bays & Craig Thomas    |
| 66         | 2         | Der beste Burger in New York        | The Best Burger in New York | 29. Sep. 2008        | 28. Nov. 2009                         | Pamela Fryman | Carter Bays & Craig Thomas    |
| 67         | 3         | Ich liebe New Jersey                | I Heart NJ                  | 6. Okt. 2008         | 5. Dez. 2009                          | Pamela Fryman | Greg Malins                   |
| 68         | 4         | Der alte Mann und drei Umzüge       | Intervention                | 13. Okt. 2008        | 5. Dez. 2009                          | Pamela Fryman | Stephen Lloyd                 |
| 69         | 5         | Unerwünschte Gäste                  | Shelter Island              | 20. Okt. 2008        | 12. Dez. 2009                         | Pamela Fryman | Chris Harris                  |
| 70         | 6         | Unter dem Tisch                     | Happily Ever After          | 3. Nov. 2008         | 12. Dez. 2009                         | Pamela Fryman | Jamie Rhonheimer              |
| 71         | 7         | Der Nicht-Vatertag                  | Not a Father’s Day          | 10. Nov. 2008        | 19. Dez. 2009                         | Pamela Fryman | Robia Rashid                  |
| 72         | 8         | Wuu-Girls                           | Woooo!                      | 17. Nov. 2008        | 19. Dez. 2009                         | Pamela Fryman | Carter Bays & Craig Thomas    |
| 73         | 9         | Nackter Mann                        | The Naked Man               | 24. Nov. 2008        | 2. Jan. 2010                          | Pamela Fryman | Joe Kelly                     |
| 74         | 10        | Weicheier                           | The Fight                   | 8. Dez. 2008         | 2. Jan. 2010                          | Pamela Fryman | Theresa Mulligan Rosenthal    |
| 75         | 11        | Im Exil                             | Little Minnesota            | 15. Dez. 2008        | 9. Jan. 2010                          | Pamela Fryman | Chuck Tatham                  |
| 76         | 12        | Sex mit der Ex                      | Benefits                    | 12. Jan. 2009        | 9. Jan. 2010                          | Pamela Fryman | Kourtney Kang                 |
| 77         | 13        | Drei Tage Schnee                    | Three Days of Snow          | 19. Jan. 2009        | 16. Jan. 2010                         | Pamela Fryman | Matt Kuhn                     |
| 78         | 14        | Die Tänzerhüfte                     | The Possimpible             | 2. Feb. 2009         | 16. Jan. 2010                         | Pamela Fryman | Jonathan Groff                |
| 79         | 15        | Die Stinsons                        | The Stinsons                | 2. März 2009         | 23. Jan. 2010                         | Pamela Fryman | Carter Bays & Craig Thomas    |
| 80         | 16        | Hosenlos                            | Sorry, Bro                  | 9. März 2009         | 23. Jan. 2010                         | Pamela Fryman | Craig Gerard & Matthew Zinman |
| 81         | 17        | Der Veranda-Test                    | The Front Porch             | 16. März 2009        | 30. Jan. 2010                         | Rob Greenberg | Chris Harris                  |
| 82         | 18        | Old King Clancy                     | Old King Clancy             | 23. März 2009        | 6. Feb. 2010                          | Pamela Fryman | Jamie Rhonheimer              |
| 83         | 19        | Die Murtaugh-Liste                  | Murtaugh                    | 30. März 2009        | 30. Jan. 2010                         | Pamela Fryman | Joe Kelly                     |
| 84         | 20        | Mosbius Designs                     | Mosbius Designs             | 13. Apr. 2009        | 6. Feb. 2010                          | Pamela Fryman | Kourtney Kang                 |
| 85         | 21        | Die Dreitageregel                   | The Three Days Rule         | 27. Apr. 2009        | 13. Feb. 2010                         | Pamela Fryman | Greg Malins                   |
| 86         | 22        | Zur richtigen Zeit am richtigen Ort | Right Place Right Time      | 4. Mai 2009          | 13. Feb. 2010                         | Pamela Fryman | Stephen Lloyd                 |
| 87         | 23        | Hilfe wider Willen                  | As Fast as She Can          | 11. Mai 2009         | 20. Feb. 2010                         | Pamela Fryman | Carter Bays & Craig Thomas    |
| 88         | 24        | Der Absprung                        | The Leap                    | 18. Mai 2009         | 20. Feb. 2010                         | Pamela Fryman | Carter Bays & Craig Thomas    |

## Staffel 5
Die Erstausstrahlung der fünften Staffel war vom 21. September 2009 bis zum 24. Mai 2010 auf dem US-amerikanischen Sender CBS zu sehen. Die deutschsprachige Erstausstrahlung sendete der deutsche Free-TV-Sender ProSieben vom 12. Januar bis zum 23. Februar 2011.
| Nr. (ges.) | Nr. (St.) | Deutscher Titel                        | Originaltitel                      | Erstausstrahlung USA | Deutschsprachige Erstausstrahlung (D) | Regie               | Drehbuch                      |
| ---------- | --------- | -------------------------------------- | ---------------------------------- | -------------------- | ------------------------------------- | ------------------- | ----------------------------- |
| 89         | 1         | Zuckerbrot und Peitsche                | Definitions                        | 21. Sep. 2009        | 12. Jan. 2011                         | Pamela Fryman       | Carter Bays & Craig Thomas    |
| 90         | 2         | Doppelgänger                           | Double Date                        | 28. Sep. 2009        | 12. Jan. 2011                         | Pamela Fryman       | Matt Kuhn                     |
| 91         | 3         | Der Robin-Grundkurs                    | Robin 101                          | 5. Okt. 2009         | 19. Jan. 2011                         | Pamela Fryman       | Carter Bays & Craig Thomas    |
| 92         | 4         | Der sexlose Gastgeber                  | The Sexless Innkeeper              | 12. Okt. 2009        | 19. Jan. 2011                         | Pamela Fryman       | Kourtney Kang                 |
| 93         | 5         | Der Koffein-Trip                       | Duel Citizenship                   | 19. Okt. 2009        | 19. Jan. 2011                         | Pamela Fryman       | Chuck Tatham                  |
| 94         | 6         | Das perfekte Paar                      | Bagpipes                           | 2. Nov. 2009         | 19. Jan. 2011                         | Pamela Fryman       | Robia Rashid                  |
| 95         | 7         | Der Durchhänger                        | The Rough Patch                    | 9. Nov. 2009         | 26. Jan. 2011                         | Pamela Fryman       | Chris Harris                  |
| 96         | 8         | Der Sporttaucher                       | The Playbook                       | 16. Nov. 2009        | 26. Jan. 2011                         | Pamela Fryman       | Carter Bays & Craig Thomas    |
| 97         | 9         | Klapsgiving 2 – Die Rache der Ohrfeige | Slapsgiving 2: Revenge of the Slap | 23. Nov. 2009        | 26. Jan. 2011                         | Pamela Fryman       | Jamie Rhonheimer              |
| 98         | 10        | Das Fenster                            | The Window                         | 7. Dez. 2009         | 26. Jan. 2011                         | Pamela Fryman       | Joe Kelly                     |
| 99         | 11        | Die letzte Zigarette                   | Last Cigarette Ever                | 14. Dez. 2009        | 2. Feb. 2011                          | Pamela Fryman       | Theresa Mulligan Rosenthal    |
| 100        | 12        | Anzug aus!                             | Girls Vs. Suits                    | 11. Jan. 2010        | 2. Feb. 2011                          | Pamela Fryman       | Carter Bays & Craig Thomas    |
| 101        | 13        | Jenkins                                | Jenkins                            | 18. Jan. 2010        | 2. Feb. 2011                          | Neil Patrick Harris | Greg Malins                   |
| 102        | 14        | Die perfekte Woche                     | The Perfect Week                   | 1. Feb. 2010         | 2. Feb. 2011                          | Pamela Fryman       | Craig Gerard & Matthew Zinman |
| 103        | 15        | Ente oder Kaninchen                    | Rabbit or Duck                     | 8. Feb. 2010         | 9. Feb. 2011                          | Pamela Fryman       | Carter Bays & Craig Thomas    |
| 104        | 16        | Am Haken                               | Hooked                             | 1. März 2010         | 9. Feb. 2011                          | Pamela Fryman       | Kourtney Kang                 |
| 105        | 17        | Sag einfach nein                       | Of Course                          | 8. März 2010         | 9. Feb. 2011                          | Pamela Fryman       | Matt Kuhn                     |
| 106        | 18        | Bitte lächeln!                         | Say Cheese                         | 22. März 2010        | 9. Feb. 2011                          | Pamela Fryman       | Robia Rashid                  |
| 107        | 19        | Zum Affen gemacht                      | Zoo or False                       | 12. Apr. 2010        | 16. Feb. 2011                         | Pamela Fryman       | Stephen Lloyd                 |
| 108        | 20        | Heimvorteil                            | Home Wreckers                      | 19. Apr. 2010        | 16. Feb. 2011                         | Pamela Fryman       | Chris Harris                  |
| 109        | 21        | Wie man sich bettet                    | Twin Beds                          | 3. Mai 2010          | 16. Feb. 2011                         | Pamela Fryman       | Theresa Mulligan Rosenthal    |
| 110        | 22        | Roboter gegen Wrestler                 | Robots Vs. Wrestlers               | 10. Mai 2010         | 16. Feb. 2011                         | Rob Greenberg       | Jamie Rhonheimer              |
| 111        | 23        | Ballast-Stoff                          | The Wedding Bride                  | 17. Mai 2010         | 23. Feb. 2011                         | Pamela Fryman       | Stephen Lloyd                 |
| 112        | 24        | Die Weisheit des Universums            | Doppelgangers                      | 24. Mai 2010         | 23. Feb. 2011                         | Pamela Fryman       | Carter Bays & Craig Thomas    |

## Staffel 6
Die Erstausstrahlung der sechsten Staffel war vom 20. September 2010 bis zum 16. Mai 2011 auf dem US-amerikanischen Sender CBS zu sehen. Die deutschsprachige Erstausstrahlung sendete der deutsche Free-TV-Sender ProSieben vom 7. September bis zum 30. November 2011 in Doppelfolgen.
| Nr. (ges.) | Nr. (St.) | Deutscher Titel               | Originaltitel              | Erstausstrahlung USA | Deutschsprachige Erstausstrahlung (D) | Regie         | Drehbuch                      |
| ---------- | --------- | ----------------------------- | -------------------------- | -------------------- | ------------------------------------- | ------------- | ----------------------------- |
| 113        | 1         | Meins                         | Big Days                   | 20. Sep. 2010        | 7. Sep. 2011                          | Pamela Fryman | Carter Bays & Craig Thomas    |
| 114        | 2         | Das große Aufräumen           | Cleaning House             | 27. Sep. 2010        | 7. Sep. 2011                          | Pamela Fryman | Stephen Lloyd                 |
| 115        | 3         | Unvollendet                   | Unfinished                 | 4. Okt. 2010         | 14. Sep. 2011                         | Pamela Fryman | Jamie Rhonheimer              |
| 116        | 4         | Jeder gegen jeden             | Subway Wars                | 11. Okt. 2010        | 14. Sep. 2011                         | Pamela Fryman | Chris Harris                  |
| 117        | 5         | Der Architekt der Vernichtung | Architect of Destruction   | 18. Okt. 2010        | 21. Sep. 2011                         | Pamela Fryman | Carter Bays & Craig Thomas    |
| 118        | 6         | Kinderkram                    | Baby Talk                  | 25. Okt. 2010        | 21. Sep. 2011                         | Pamela Fryman | Joe Kelly                     |
| 119        | 7         | Wir kümmern uns               | Canning Randy              | 1. Nov. 2010         | 28. Sep. 2011                         | Pamela Fryman | Chuck Tatham                  |
| 120        | 8         | Der Captain                   | Natural History            | 8. Nov. 2010         | 28. Sep. 2011                         | Pamela Fryman | Carter Bays & Craig Thomas    |
| 121        | 9         | Glitter                       | Glitter                    | 15. Nov. 2010        | 5. Okt. 2011                          | Pamela Fryman | Kourtney Kang                 |
| 122        | 10        | Blitzgiving                   | Blitzgiving                | 22. Nov. 2010        | 5. Okt. 2011                          | Pamela Fryman | Theresa Mulligan Rosenthal    |
| 123        | 11        | Die Meerjungfrauen-Theorie    | The Mermaid Theory         | 6. Dez. 2010         | 12. Okt. 2011                         | Pamela Fryman | Robia Rashid                  |
| 124        | 12        | Positiv denken                | False Positive             | 13. Dez. 2010        | 12. Okt. 2011                         | Pamela Fryman | Craig Gerard & Matthew Zinman |
| 125        | 13        | Schlechte Nachrichten         | Bad News                   | 3. Jan. 2011         | 19. Okt. 2011                         | Pamela Fryman | Jennifer Hendriks             |
| 126        | 14        | Letzte Worte                  | Last Words                 | 17. Jan. 2011        | 19. Okt. 2011                         | Pamela Fryman | Carter Bays & Craig Thomas    |
| 127        | 15        | Oh Honey                      | Oh Honey                   | 7. Feb. 2011         | 26. Okt. 2011                         | Pamela Fryman | Carter Bays & Craig Thomas    |
| 128        | 16        | Der Verzweiflungstag          | Desperation Day            | 14. Feb. 2011        | 26. Okt. 2011                         | Pamela Fryman | Tami Sagher                   |
| 129        | 17        | Die Müllinsel                 | Garbage Island             | 21. Feb. 2011        | 26. Okt. 2011                         | Michael Shea  | Tom Ruprecht                  |
| 130        | 18        | Sinneswandel                  | A Change of Heart          | 28. Feb. 2011        | 26. Okt. 2011                         | Pamela Fryman | Matt Kuhn                     |
| 131        | 19        | Legen-Dad                     | Legendaddy                 | 21. März 2011        | 16. Nov. 2011                         | Pamela Fryman | Dan Gregor & Doug Mand        |
| 132        | 20        | Der Rachefeldzug              | The Exploding Meatball Sub | 11. Apr. 2011        | 16. Nov. 2011                         | Pamela Fryman | Stephen Lloyd                 |
| 133        | 21        | Der Magier                    | Hopeless                   | 18. Apr. 2011        | 23. Nov. 2011                         | Pamela Fryman | Chris Harris                  |
| 134        | 22        | Der ideale Drink              | The Perfect Cocktail       | 2. Mai 2011          | 23. Nov. 2011                         | Pamela Fryman | Joe Kelly                     |
| 135        | 23        | Denkmal                       | Landmarks                  | 9. Mai 2011          | 30. Nov. 2011                         | Pamela Fryman | Carter Bays & Craig Thomas    |
| 136        | 24        | Neu ist immer besser          | Challenge Accepted         | 16. Mai 2011         | 30. Nov. 2011                         | Pamela Fryman | Carter Bays & Craig Thomas    |

## Staffel 7
Die Erstausstrahlung der siebten Staffel war vom 19. September 2011 bis zum 14. Mai 2012 auf dem US-amerikanischen Sender CBS zu sehen. Die deutschsprachige Erstausstrahlung der ersten elf Episoden erfolgte zwischen dem 11. Januar und dem 21. März 2012 auf dem deutschen Free-TV-Sender ProSieben. Zwischen 10. Oktober 2012 und 9. Januar 2013 wurden die restlichen 13 Episoden ausgestrahlt.
| Nr. (ges.) | Nr. (St.) | Deutscher Titel                  | Originaltitel                | Erstausstrahlung USA | Deutschsprachige Erstausstrahlung (D) | Regie         | Drehbuch                      |
| ---------- | --------- | -------------------------------- | ---------------------------- | -------------------- | ------------------------------------- | ------------- | ----------------------------- |
| 137        | 1         | Der Trauzeuge                    | The Best Man                 | 19. Sep. 2011        | 11. Jan. 2012                         | Pamela Fryman | Carter Bays & Craig Thomas    |
| 138        | 2         | Die nackte Wahrheit              | The Naked Truth              | 19. Sep. 2011        | 18. Jan. 2012                         | Pamela Fryman | Stephen Lloyd                 |
| 139        | 3         | Die Entchenkrawatte              | Ducky Tie                    | 26. Sep. 2011        | 25. Jan. 2012                         | Rob Greenberg | Carter Bays & Craig Thomas    |
| 140        | 4         | Die Stinson-Krise                | The Stinson Missile Crisis   | 3. Okt. 2011         | 1. Feb. 2012                          | Pamela Fryman | Kourtney Kang                 |
| 141        | 5         | Die Exkursion                    | Field Trip                   | 10. Okt. 2011        | 8. Feb. 2012                          | Pamela Fryman | Jamie Rhonheimer              |
| 142        | 6         | Das dunkle Geheimnis             | Mystery vs. History          | 17. Okt. 2011        | 15. Feb. 2012                         | Pamela Fryman | Chuck Tatham                  |
| 143        | 7         | Noretta                          | Noretta                      | 24. Okt. 2011        | 22. Feb. 2012                         | Pamela Fryman | Matt Kuhn                     |
| 144        | 8         | Die Kürbis-Schlampe kehrt zurück | The Slutty Pumpkin Returns   | 31. Okt. 2011        | 29. Feb. 2012                         | Pamela Fryman | Tami Sagher                   |
| 145        | 9         | Katastrophenschutz               | Disaster Averted             | 7. Nov. 2011         | 7. März 2012                          | Michael Shea  | Robia Rashid                  |
| 146        | 10        | Tick Tick Tick …                 | Tick Tick Tick               | 14. Nov. 2011        | 14. März 2012                         | Pamela Fryman | Chris Harris                  |
| 147        | 11        | Plan B                           | The Rebound Girl             | 21. Nov. 2011        | 21. März 2012                         | Pamela Fryman | Carter Bays & Craig Thomas    |
| 148        | 12        | Sinfonie der Erleuchtung         | Symphony of Illumination     | 5. Dez. 2011         | 10. Okt. 2012                         | Pamela Fryman | Joe Kelly                     |
| 149        | 13        | Gutes neues Jahr                 | Tailgate                     | 2. Jan. 2012         | 17. Okt. 2012                         | Pamela Fryman | Carter Bays & Craig Thomas    |
| 150        | 14        | 46 Minuten                       | 46 Minutes                   | 16. Jan. 2012        | 24. Okt. 2012                         | Pamela Fryman | Dan Gregor & Doug Mand        |
| 151        | 15        | Der brennende Bienenzüchter      | The Burning Beekeeper        | 6. Feb. 2012         | 31. Okt. 2012                         | Pamela Fryman | Carter Bays & Craig Thomas    |
| 152        | 16        | Der Saufzug                      | The Drunk Train              | 13. Feb. 2012        | 7. Nov. 2012                          | Pamela Fryman | Craig Gerard & Matthew Zinman |
| 153        | 17        | Langzeitwetten                   | No Pressure                  | 20. Feb. 2012        | 14. Nov. 2012                         | Pamela Fryman | George Sloan                  |
| 154        | 18        | Karma                            | Karma                        | 27. Feb. 2012        | 21. Nov. 2012                         | Pamela Fryman | Stephen Lloyd                 |
| 155        | 19        | Der Bro-Eid                      | The Broath                   | 19. März 2012        | 28. Nov. 2012                         | Pamela Fryman | Carter Bays & Craig Thomas    |
| 156        | 20        | Die Trilogie                     | Trilogy Time                 | 9. Apr. 2012         | 5. Dez. 2012                          | Pamela Fryman | Kourtney Kang                 |
| 157        | 21        | Punktsieg                        | Now We’re Even               | 16. Apr. 2012        | 12. Dez. 2012                         | Pamela Fryman | Chuck Tatham                  |
| 158        | 22        | Die Ersatz-Robin                 | Good Crazy                   | 30. Apr. 2012        | 19. Dez. 2012                         | Pamela Fryman | Carter Bays & Craig Thomas    |
| 159        | 23        | Der Magier-Kodex – Teil 1        | The Magician’s Code (Part 1) | 14. Mai 2012         | 2. Jan. 2013                          | Pamela Fryman | Jennifer Hendriks             |
| 160        | 24        | Der Magier-Kodex – Teil 2        | The Magician’s Code (Part 2) | 14. Mai 2012         | 9. Jan. 2013                          | Pamela Fryman | Carter Bays & Craig Thomas    |

## Staffel 8
Die Erstausstrahlung der achten Staffel war vom 24. September 2012 bis zum 13. Mai 2013 auf dem US-amerikanischen Sender CBS zu sehen. Die deutschsprachige Erstausstrahlung sendete der deutsche Free-TV-Sender ProSieben vom 17. April bis zum 28. August 2013.
| Nr. (ges.) | Nr. (St.) | Deutscher Titel            | Originaltitel                | Erstausstrahlung USA | Deutschsprachige Erstausstrahlung (D) | Regie         | Drehbuch                      |
| ---------- | --------- | -------------------------- | ---------------------------- | -------------------- | ------------------------------------- | ------------- | ----------------------------- |
| 161        | 1         | Farhampton                 | Farhampton                   | 24. Sep. 2012        | 17. Apr. 2013                         | Pamela Fryman | Carter Bays & Craig Thomas    |
| 162        | 2         | Mit Klaus zuhaus           | The Pre-Nup                  | 1. Okt. 2012         | 24. Apr. 2013                         | Pamela Fryman | Carter Bays & Craig Thomas    |
| 163        | 3         | Die Super-Nanny            | Nannies                      | 8. Okt. 2012         | 8. Mai 2013                           | Pamela Fryman | Chuck Tatham                  |
| 164        | 4         | Wer möchte Pate werden?    | Who Wants to Be a Godparent? | 15. Okt. 2012        | 8. Mai 2013                           | Pamela Fryman | Matt Kuhn                     |
| 165        | 5         | Zwei durchtriebene Hunde   | The Autumn of Break-Ups      | 5. Nov. 2012         | 15. Mai 2013                          | Pamela Fryman | Kourtney Kang                 |
| 166        | 6         | Café der Trennungen        | Splitsville                  | 12. Nov. 2012        | 15. Mai 2013                          | Pamela Fryman | Stephen Lloyd                 |
| 167        | 7         | Der Stempel                | The Stamp Tramp              | 19. Nov. 2012        | 22. Mai 2013                          | Pamela Fryman | Tami Sagher                   |
| 168        | 8         | Zwölf wuschige Weiber      | Twelve Horny Women           | 26. Nov. 2012        | 22. Mai 2013                          | Pamela Fryman | Eric Falconer & Chris Romano  |
| 169        | 9         | Die Hummertherapie         | Lobster Crawl                | 3. Dez. 2012         | 29. Mai 2013                          | Pamela Fryman | Barbara Adler                 |
| 170        | 10        | Im Wandschrank             | The Over-Correction          | 10. Dez. 2012        | 29. Mai 2013                          | Pamela Fryman | Craig Gerard & Matthew Zinman |
| 171        | 11        | Verhext – Teil 1           | The Final Page (Part 1)      | 17. Dez. 2012        | 5. Juni 2013                          | Pamela Fryman | Dan Gregor & Doug Mand        |
| 172        | 12        | Verhext – Teil 2           | The Final Page (Part 2)      | 17. Dez. 2012        | 5. Juni 2013                          | Pamela Fryman | Carter Bays & Craig Thomas    |
| 173        | 13        | Band oder DJ               | Band or DJ?                  | 14. Jan. 2013        | 12. Juni 2013                         | Pamela Fryman | Carter Bays & Craig Thomas    |
| 174        | 14        | Der Unsichtbarkeits-Ring   | Ring Up!                     | 21. Jan. 2013        | 19. Juni 2013                         | Pamela Fryman | Jennifer Hendriks             |
| 175        | 15        | Die dunkle Seite           | P.S. I Love You              | 4. Feb. 2013         | 26. Juni 2013                         | Pamela Fryman | Carter Bays & Craig Thomas    |
| 176        | 16        | Zwei Irre                  | Bad Crazy                    | 11. Feb. 2013        | 3. Juli 2013                          | Pamela Fryman | Carter Bays & Craig Thomas    |
| 177        | 17        | Der Aschenbecher           | The Ashtray                  | 18. Feb. 2013        | 10. Juli 2013                         | Pamela Fryman | Carter Bays & Craig Thomas    |
| 178        | 18        | Immer Ärger mit Barney     | Weekend at Barney’s          | 25. Feb. 2013        | 17. Juli 2013                         | Pamela Fryman | George Sloan                  |
| 179        | 19        | Die Festung der Barnigkeit | The Fortress                 | 18. März 2013        | 24. Juli 2013                         | Michael Shea  | Stephen Lloyd                 |
| 180        | 20        | Die Zeitreisenden          | The Time Travelers           | 25. März 2013        | 31. Juli 2013                         | Pamela Fryman | Carter Bays & Craig Thomas    |
| 181        | 21        | Alle Wege führen nach Rom  | Romeward Bound               | 15. Apr. 2013        | 7. Aug. 2013                          | Pamela Fryman | Chuck Tatham                  |
| 182        | 22        | Bro-Mitzwa                 | The Bro Mitzvah              | 29. Apr. 2013        | 14. Aug. 2013                         | Pamela Fryman | Chris Harris                  |
| 183        | 23        | Alte Sachen                | Something Old                | 6. Mai 2013          | 21. Aug. 2013                         | Pamela Fryman | Carter Bays & Craig Thomas    |
| 184        | 24        | Neue Chancen               | Something New                | 13. Mai 2013         | 28. Aug. 2013                         | Pamela Fryman | Carter Bays & Craig Thomas    |

## Staffel 9
Die Erstausstrahlung der neunten Staffel war vom 23. September 2013 bis zum 31. März 2014 auf dem US-amerikanischen Sender CBS zu sehen. Die deutschsprachige Erstausstrahlung sendete der deutsche Free-TV-Sender ProSieben vom 26. März bis zum 27. August 2014.
| Nr. (ges.) | Nr. (St.) | Deutscher Titel                  | Originaltitel                             | Erstausstrahlung USA | Deutschsprachige Erstausstrahlung (D) | Regie         | Drehbuch                      |
| ---------- | --------- | -------------------------------- | ----------------------------------------- | -------------------- | ------------------------------------- | ------------- | ----------------------------- |
| 185        | 1         | Inzest                           | The Locket                                | 23. Sep. 2013        | 26. März 2014                         | Pamela Fryman | Carter Bays & Craig Thomas    |
| 186        | 2         | Ein netter Kerl                  | Coming Back                               | 23. Sep. 2013        | 26. März 2014                         | Pamela Fryman | Carter Bays & Craig Thomas    |
| 187        | 3         | Das letzte Mal in New York       | Last Time in New York                     | 30. Sep. 2013        | 2. Apr. 2014                          | Pamela Fryman | Craig Gerard & Matthew Zinman |
| 188        | 4         | Der gebrochene Bro-Code          | The Broken Code                           | 7. Okt. 2013         | 9. Apr. 2014                          | Pamela Fryman | Matthew Kuhn                  |
| 189        | 5         | Das Pokerspiel                   | The Poker Game                            | 14. Okt. 2013        | 16. Apr. 2014                         | Pamela Fryman | Dan Gregor & Doug Mand        |
| 190        | 6         | Die Wahl war beschissen          | Knight Vision                             | 21. Okt. 2013        | 23. Apr. 2014                         | Pamela Fryman | Chris Harris                  |
| 191        | 7         | Ohne Fragen zu stellen           | No Questions Asked                        | 28. Okt. 2013        | 30. Apr. 2014                         | Pamela Fryman | Stephen Lloyd                 |
| 192        | 8         | Der Leuchtturm                   | The Lighthouse                            | 4. Nov. 2013         | 7. Mai 2014                           | Pamela Fryman | Rachel Axler                  |
| 193        | 9         | Platonisch                       | Platonish                                 | 11. Nov. 2013        | 14. Mai 2014                          | Pamela Fryman | George Sloan                  |
| 194        | 10        | Wieder vereint                   | Mom and Dad                               | 18. Nov. 2013        | 21. Mai 2014                          | Pamela Fryman | Carter Bays & Craig Thomas    |
| 195        | 11        | Reim dich oder ich fress dich    | Bedtime Stories                           | 25. Nov. 2013        | 28. Mai 2014                          | Pamela Fryman | Carter Bays & Craig Thomas    |
| 196        | 12        | Das Probedinner                  | The Rehearsal Dinner                      | 2. Dez. 2013         | 4. Juni 2014                          | Pamela Fryman | Chuck Tatham                  |
| 197        | 13        | Bassist gesucht                  | Bass Player Wanted                        | 16. Dez. 2013        | 11. Juni 2014                         | Pamela Fryman | Carter Bays & Craig Thomas    |
| 198        | 14        | Klapsgiving 3                    | Slapsgiving #3: Slappointment in Slapmara | 13. Jan. 2014        | 2. Juli 2014                          | Pamela Fryman | Carter Bays & Craig Thomas    |
| 199        | 15        | Nichts als die Wahrheit          | Unpause                                   | 20. Jan. 2014        | 9. Juli 2014                          | Pamela Fryman | Chris Harris                  |
| 200        | 16        | Wie eure Mutter mich traf        | How Your Mother Met Me                    | 27. Jan. 2014        | 16. Juli 2014                         | Pamela Fryman | Carter Bays & Craig Thomas    |
| 201        | 17        | Geschichten vom Loslassen        | Sunrise                                   | 3. Feb. 2014         | 23. Juli 2014                         | Pamela Fryman | Carter Bays & Craig Thomas    |
| 202        | 18        | Das Elixier                      | Rally                                     | 24. Feb. 2014        | 30. Juli 2014                         | Pamela Fryman | Carter Bays & Craig Thomas    |
| 203        | 19        | Der perfekte Anzug               | Vesuvius                                  | 3. März 2014         | 6. Aug. 2014                          | Pamela Fryman | Barbara Adler                 |
| 204        | 20        | Ein klarer Fall                  | Daisy                                     | 10. März 2014        | 13. Aug. 2014                         | Pamela Fryman | Carter Bays & Craig Thomas    |
| 205        | 21        | Gary Blauman                     | Gary Blauman                              | 17. März 2014        | 20. Aug. 2014                         | Pamela Fryman | Kourtney Kang                 |
| 206        | 22        | Das Gelöbnis                     | The End of the Aisle                      | 24. März 2014        | 27. Aug. 2014                         | Pamela Fryman | Carter Bays & Craig Thomas    |
| 207        | 23        | Die Liebe meines Lebens – Teil 1 | Last Forever (Part 1)                     | 31. März 2014        | 27. Aug. 2014                         | Pamela Fryman | Carter Bays & Craig Thomas    |
| 208        | 24        | Die Liebe meines Lebens – Teil 2 | Last Forever (Part 2)                     | 31. März 2014        | 27. Aug. 2014                         | Pamela Fryman | Carter Bays & Craig Thomas    |